# Estadio Pater Te Hono Nui
El Estadio Pater Te Hono Nui es un estadio de fútbol construido en la capital de la Polinesia Francesa, Papeete. Tiene capacidad para 15.000 espectadores, siendo el estadio más grande de la dependencia francesa. Alberga a la selección de fútbol de Tahití y a dos equipos de Primera División, el AS Pirae y el AS Central Sport.
Además, en el año 2000, se organizó la Copa de las Naciones de la OFC de ese año en el Pater Te Hono Nui.